# Choristoneura rosaceana
Choristoneura rosaceana es una especie de polilla del género Choristoneura, tribu Archipini, subfamilia Tortricinae. Fue descrita científicamente por Harris en 1841.

## Distribución
Se distribuye por América del Norte: Estados Unidos (Massachusetts).